# シャチホコガ科
シャチホコガ科（Notodontidae）はヤガ上科に属する鱗翅目（チョウ目）の科のひとつ。

## 分類
本科は現生ヤガ上科の中で最初に分岐した系統群だと考えられている 。
本科の下位分類に関しては複数の体系が提唱されており一致を見ていないが、本科内の分子系統分析を行った小林・野中 (2016) によれば、アフリカに分布するものを除き、本科は以下の12亜科に分けられる。
- ハネブサシャチホコ亜科 Platychasmatinae
- トガリバシャチホコ亜科 Scranciinae
- ツマアカシャチホコ亜科 Pygaerinae
- フサオシャチホコ亜科 Dudusinae
- ギョウレツシャチホコ亜科 Thaumetopoeinae
- オオキシャチホコ亜科 Periergosinae
- ホソバシャチホコ亜科 Heterocampinae
- ギンモンシャチホコ亜科 Spataliinae
- ツマキシャチホコ亜科 Phalerinae
- ウチキシャチホコ亜科 Notodontinae
- マダラシャチホコ亜科 Dioptinae
- ナガバシャチホコ亜科 Nystaleinae

オーストラリアに分布するミナミシャチホコガ科 Oenosandridae はかつて本科に含まれていたが、現在では本科と最も近縁だが独立した科として扱われる。

## 形態と多様性
世界から3800種、日本からは123種が知られる。
成虫は褐色などの地味な色を基調とした複雑な色彩の翅をもつものが多く、中には隠蔽擬態で有名な Phalera 属やムラサキシャチホコ Uropyia meticulodina なども知られる。また、Gazalina 属、Cerura 属、モンキシロシャチホコ Leucodonta bicoloria などの白を基調とした翅をもつ種や、ピンク色と黄色の翅をもつ Hyparpax aurora といったものも含まれる。
主に中南米に分布し旧大陸には分布しないマダラシャチホコ亜科には昼行性で色鮮やかな翅をもつ種が含まれる。この色彩は警戒色であり、既知の例では幼虫がトケイソウ属の有毒植物を食草とすることから、ドクチョウ亜科やヒトリガ科などに属するその他の鱗翅目とミューラー型擬態環を形成すると考えられている。
幼虫の形態は多様で、刺毛が発達するいわゆるケムシ型と刺毛が目立たないイモムシ型の両方が見られる。本科の一部には元来歩行用の器官である尾脚（腹部末端の腹脚）が機能性を失い、体の移動に関与しない構造に変化するものもいる。たとえば Cerura 属や Furcula 属では機能性を失った尾脚が著しく伸張し、先端からひも状物を突出させる機能を有する。Stauropus 属や Cnethodonta 属の幼虫は尾脚が棍棒状に変形する以外にも、第7、8、9腹節が肥大化し、中・後脚（胸脚の2対）が細長く伸張するなどの特異な形態を呈する。

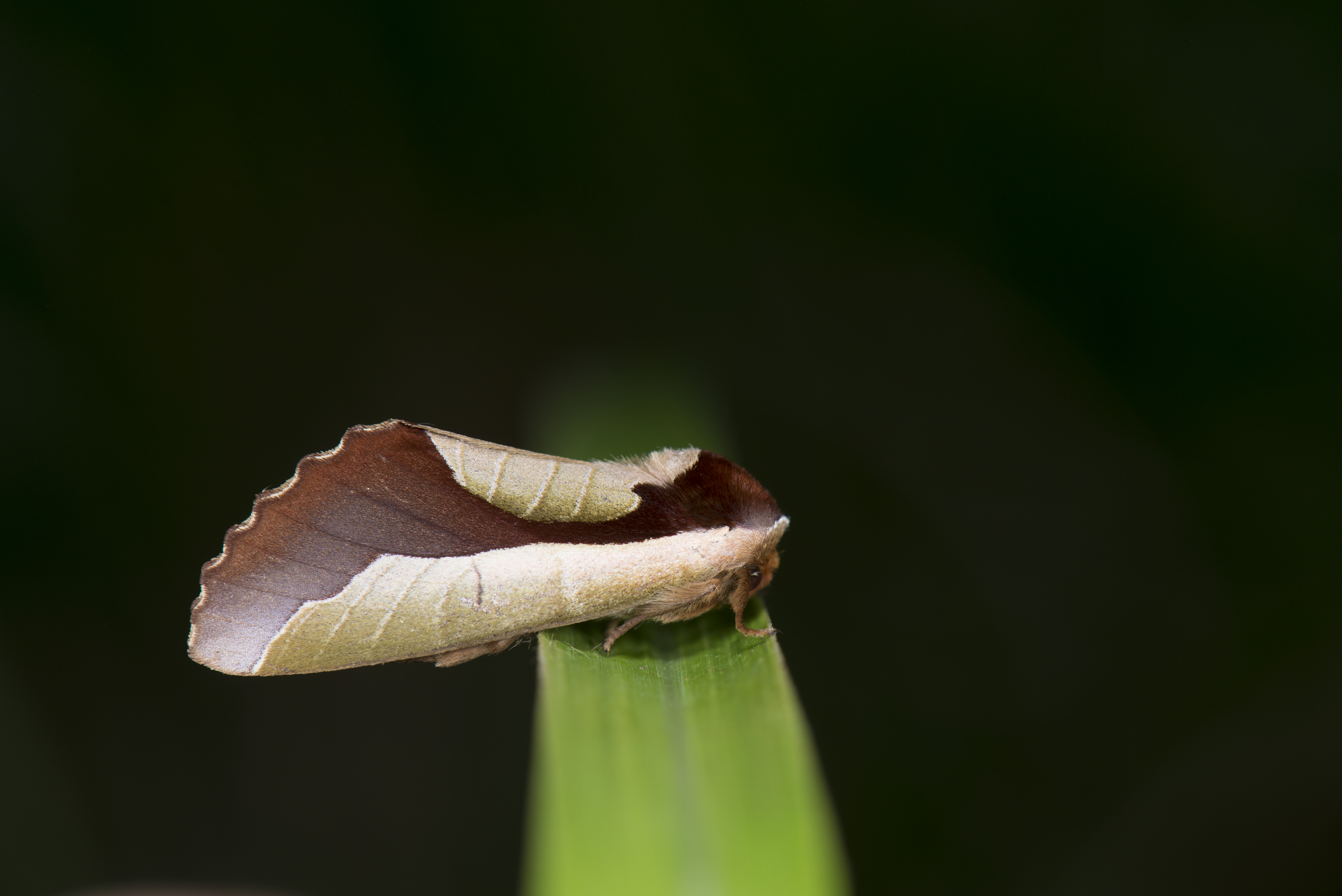
ムラサキシャチホコ Uropyia meticulodina 成虫, 台湾
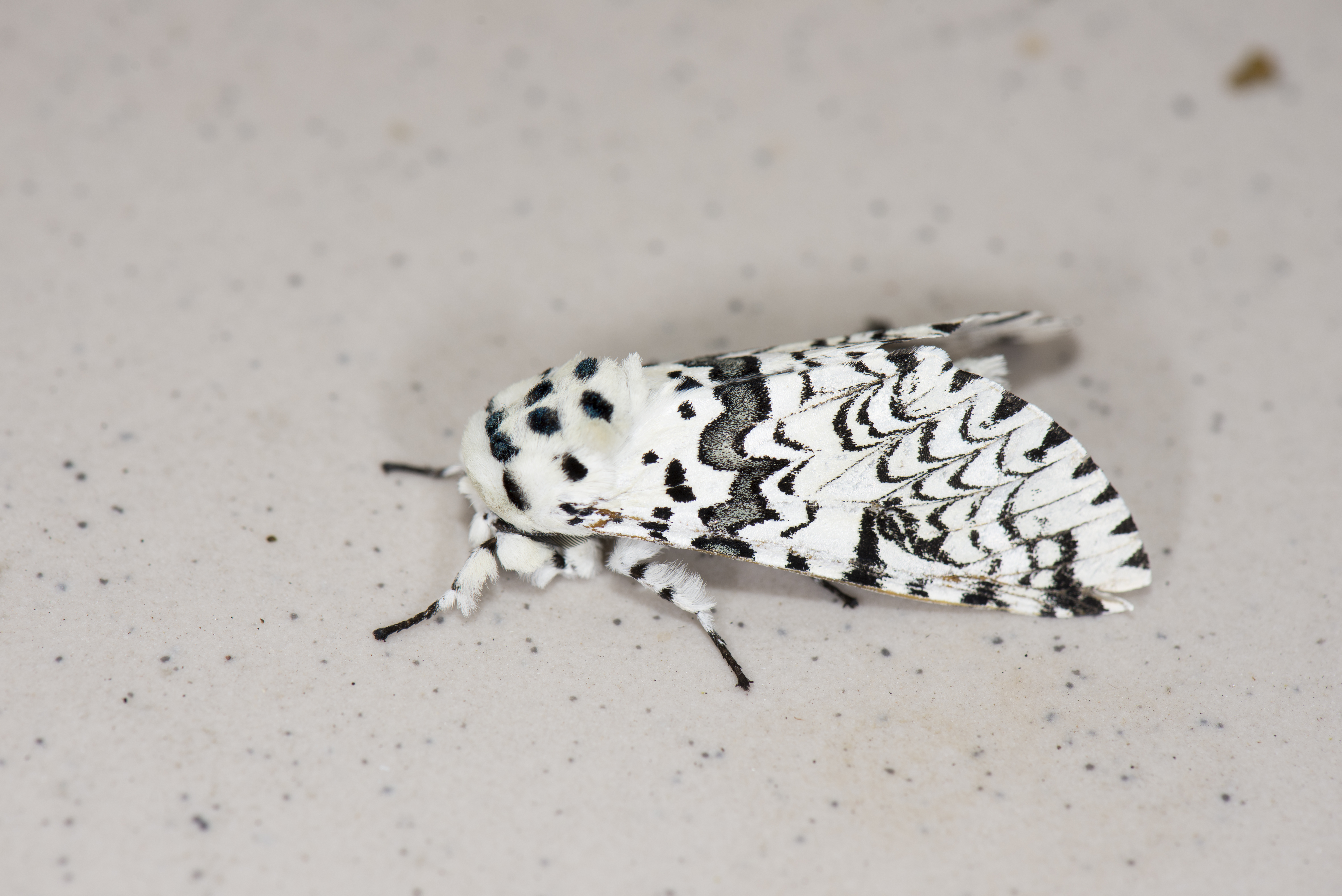
タッタカモクメシャチホコ Kamalia tattakana 成虫, 台湾
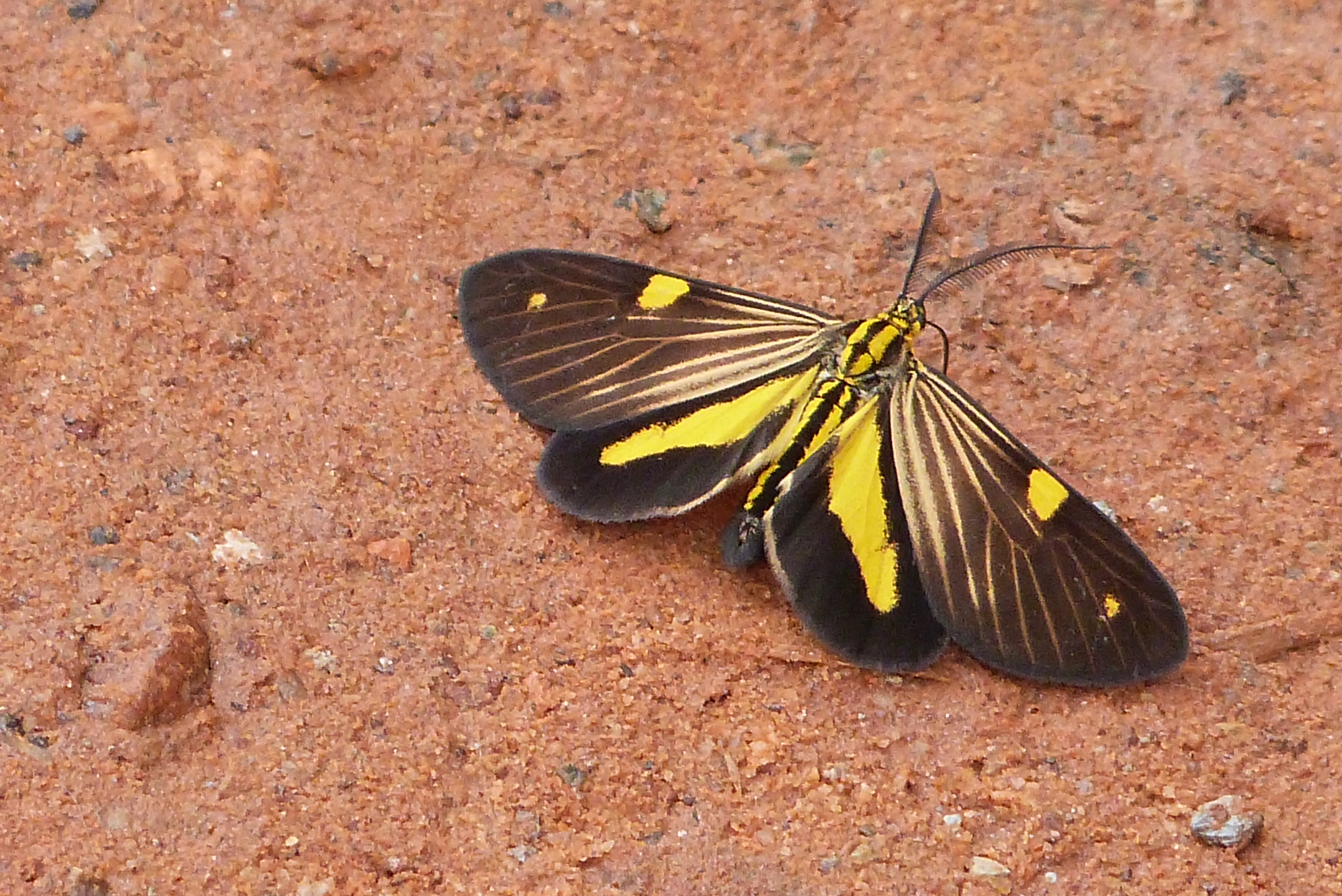
Phaeochlaena lampra 成虫, ブラジル
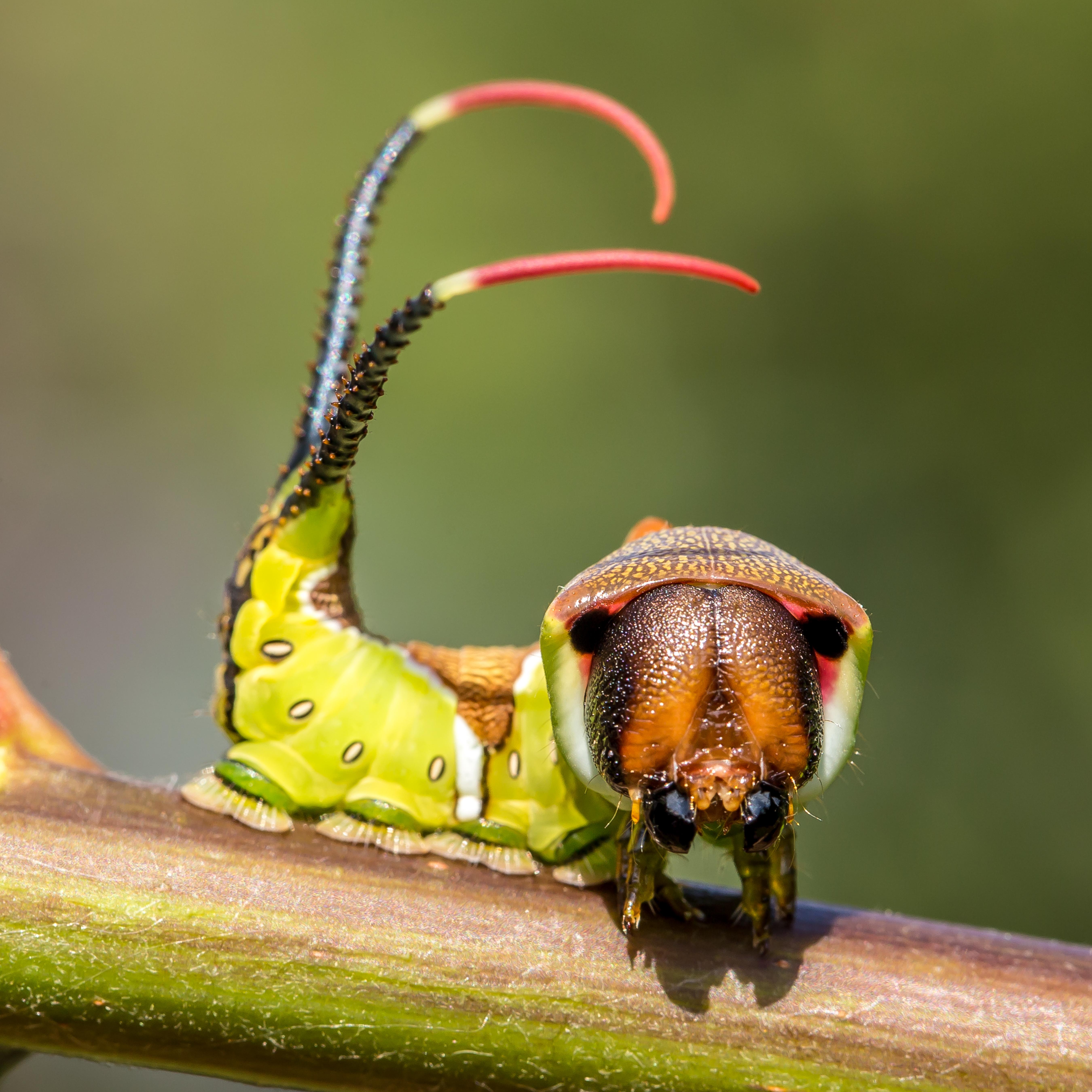
Cerura vinula 幼虫, ドイツ. 変形した尾脚の先端からピンク色のひも状物を突出させている

## 生態

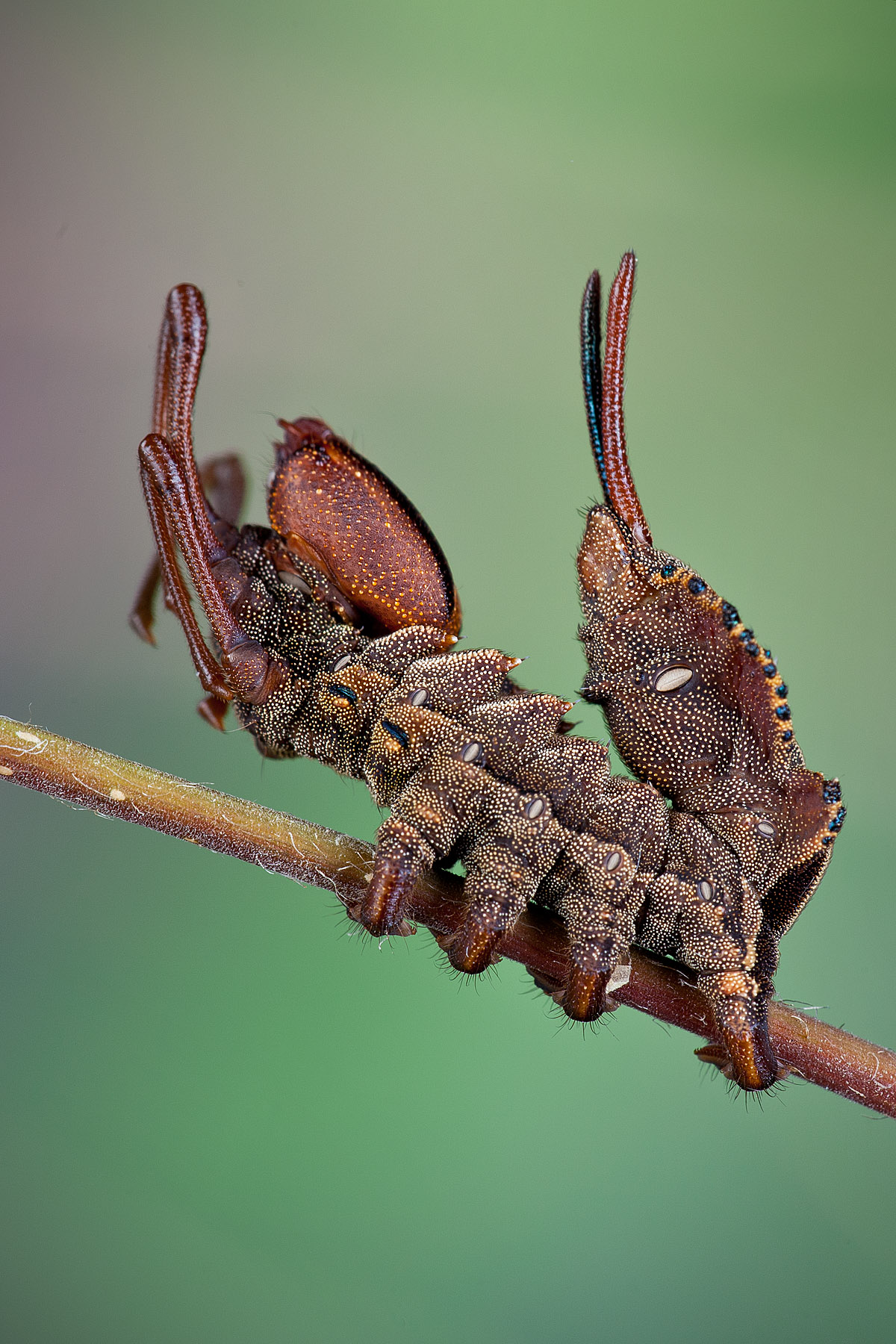
シャチホコガ 幼虫

本科の幼虫は基本的に木本植物の葉を餌とし、草本植物を食草とする種は少ない。
シャチホコガ Stauropus fagi をはじめとする本科の一部の幼虫は特異な形態を有し、さらに静止時には頭部を背側に反らせる特徴的な姿勢をとることが知られる。「鯱」の名はこれらの特徴に由来するとされる。また、威嚇の姿勢がクモへの擬態となり、捕食者に対する防御として機能するという説もある。

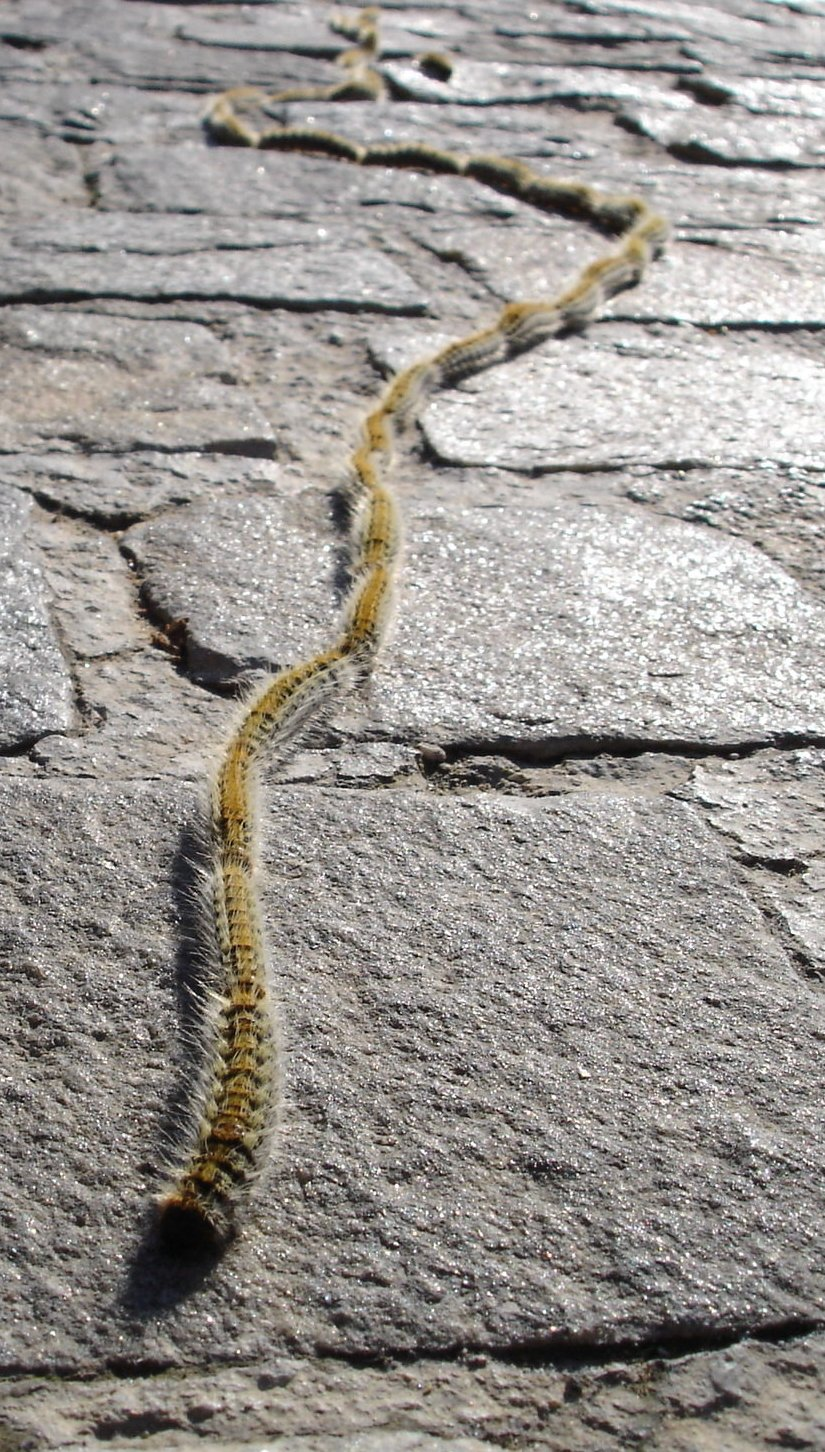
マツノギョウレツケムシガ 幼虫の集団, ギリシャ

### 人との関係
幼虫が樹木の葉を食害するため害虫として扱われる種もある。日本では、大発生してブナ林を大規模に食害するブナアオシャチホコ Syntypistis punctatella が森林害虫として特に有名で、大発生の原因となるさまざまな要因や発生の周期性に関する研究がよくなされている。
ギョウレツシャチホコ亜科のマツノギョウレツケムシガ Thaumetopoea pityocampa は針葉樹の大害虫として有名であり、アンリ・ファーブルも幼虫の生態を研究したことが知られる。本種はマツ属、ヒマラヤスギ属、ヨーロッパカラマツなどを食害し、地中海周辺地域に広く分布するが、地球温暖化に起因するさらなる分布の拡大も危惧されている。和名および英名の"processionary"が示すとおり、本種は幼虫が集団で一列に並んで移動する生態で有名であり、この「行列」は道標フェロモンによって形成されることが知られている。また、3齢以降の幼虫が有毒の刺毛を有することも本種の有名さに寄与している。